# Koloniale Bank
De Koloniale Bank was een cultuurbank, opgericht op 22 maart 1881 en actief in Nederlands-Indië. De bank was actief met het verlenen van voorschotten aan landbouwondernemingen en nam ook deel in verschillende landbouwondernemingen. 

## Geschiedenis
Onder de oprichters was, F.S. van Nierop, directeur van de Amsterdamsche Bank die ook het eerste kapitaal van 5 miljoen gulden verstrekte.
De Koloniale Bank werd getroffen door de Agrarische crisis van 1884 die ook andere cultuurbanken raakte. Door de enorm gedaalde landbouwprijzen moest de Koloniale Bank geld ophalen bij aandeelhouders om te kunnen blijven voortbestaan. Met een sanering werd niet ingestemd waardoor het langer duurde voordat de Koloniale Bank weer kon floreren vergeleken met andere cultuurbanken. Daarnaast bleef het langer actief in de koffiecultuur die meer risicovol was. In eerste instantie hield de Koloniale Bank zich ook bezig met het gewone bankwezen maar dit werd na de crises van 1884 afgestoten. De bank was betrokken bij de financiering van de suiker- en koffiecultuur en in mindere mate in de financiering van cacao, tabak, kinabast en indigo. 
Het hoofdkantoor van de bank was gevestigd in Amsterdam en het had vestigingen in Surabaya, Semarang en tot 1915 in Batavia.
Begin twintigste eeuw, brak een betere periode aan voor de bank. In 1900 werd in Amsterdam de Nederlandsche Cocaïnefabriek (NCF) opgericht. De Koloniale Bank werd aandeelhouder en vormde het bestuur van deze cocaïnefabriek. In 1913 had de Koloniale Bank belangen in 14 suikerfabrieken, 59 koffieplantages en 21 andere ondernemingen. De goede periode duurde tot de grote depressie van de jaren dertig. De bank was zwaar getroffen en door de grote afschrijvingen die gedaan moesten worden, werd het aandelenkapitaal met 50% afgestempeld. 
Na de Indonesische onafhankelijkheid werd de naam van de bank op 22 december 1949 veranderd in Cultuur- Handel- en Industriebank (Cultuurbank) N.V. en bankactiviteiten werden afgestoten om een zuivere cultuurbank over te houden. Acht jaar later, op 9 december 1957 werden de Nederlandse bedrijven onder Indonesisch toezicht geplaatst en het jaar erop werd de bank genationaliseerd.
Wat nog resteerde waren een aantal deelnemingen in Belgisch Congo, Rhodesië en in Nederland. In 1970 hield de Cultuurbank op te bestaan.

## Galerij

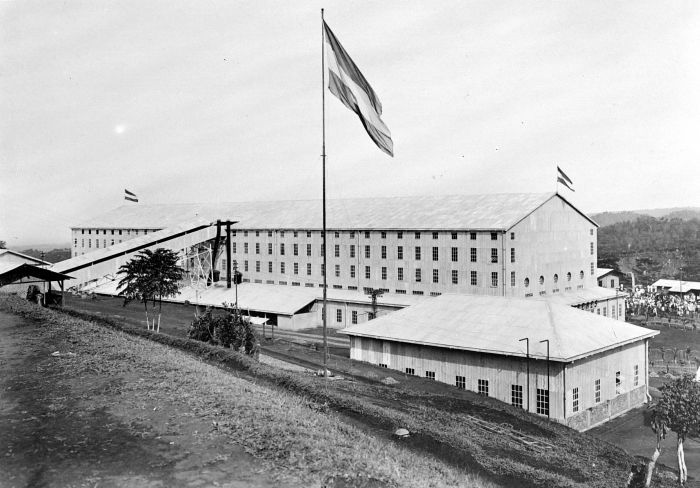
Theefabriek Kaleberes van de Koloniale Bank, september 1948
Bankgebouw van de Koloniale Bank te Semarang, circa 1920
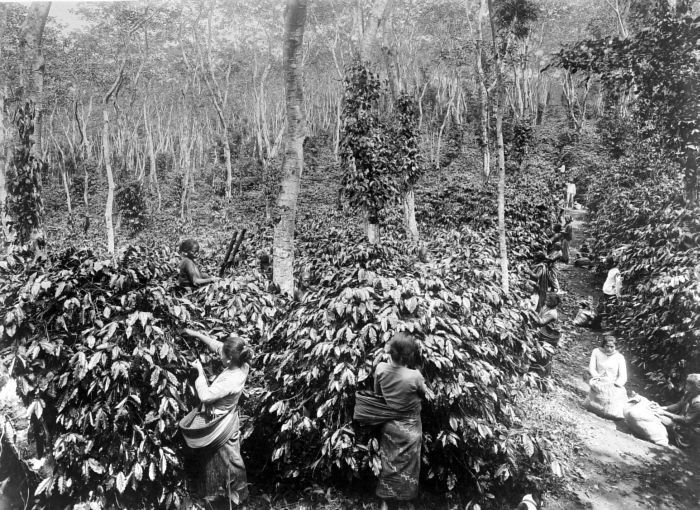
Koffiepluksters aan het werk op onderneming Pidji Ombo van de Koloniale Bank, circa 1900